# Witte Veen

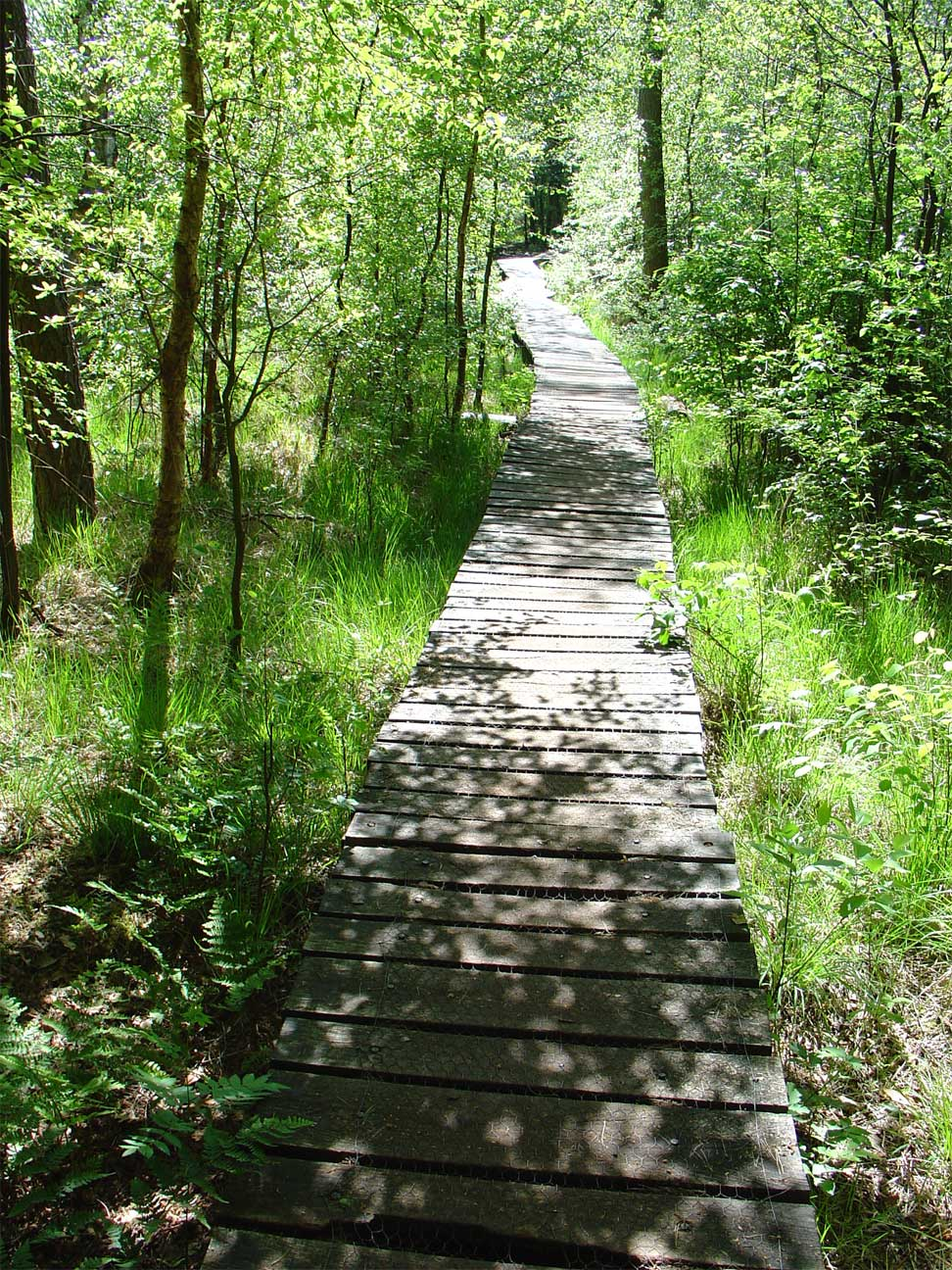
Pad met plankieren door het Witte Veen

Het Witte Veen is een natuurgebied van circa 100 hectare (waarvan circa 40 hectare veengebied) in het grensgebied van de Nederlandse provincie Overijssel en Duitsland. Het is gelegen ten zuiden van Enschede in het oosten van de gemeente Haaksbergen. Samen met onder meer het Aamsveen en het Haaksbergerveen maakt het Witte Veen deel uit van de restanten van een uitgestrekt hoogveengebied in de grensstreek tussen Duitsland en Nederland. Getracht wordt om deze natuurgebieden beter op elkaar te laten aansluiten.
Het natuurgebied het Witte Veen is in beheer bij Natuurmonumenten. Het gebied wordt begraasd door Schotse hooglanders. Het Witte Veen is op 4 mei 2013 aangewezen als Natura 2000 gebied; dit beschermde gebied beslaat 294 ha. In het gebied worden tijdens de vogeltrek in het najaar regelmatig kraanvogels gesignaleerd. In het gebied is ook de zeldzame hoogveenglanslibel waargenomen. Het aantal boomkikkers, een bedreigde diersoort, in het Witte Veen neemt weer toe. Van de 31 bijensoorten, die aangetroffen zijn in dit natuurgebied staan er drie op de zogenaamde rode lijst van bedreigde soorten: de sporkehoutzandbij, de heidezandbij en de bosbloedbij.
Het Witte Veen vormde door zijn ligging in de grensstreek tussen Duitsland en Nederland, een ideaal smokkelgebied. De grenspalen dateren uit de 18e eeuw en op bijgevoegde kaart is de grens ingetekend (zie afbeelding). Ook de naam Twistveenweg langs de grens is een herinnering aan de tijd, dat de grenzen nog niet vanzelfsprekend waren vastgelegd.

## Externe beschrijving
- Uitgebreide gebiedsbeschrijving van het Ministerie van Landbouw, Natuur en Voedselkwaliteit.

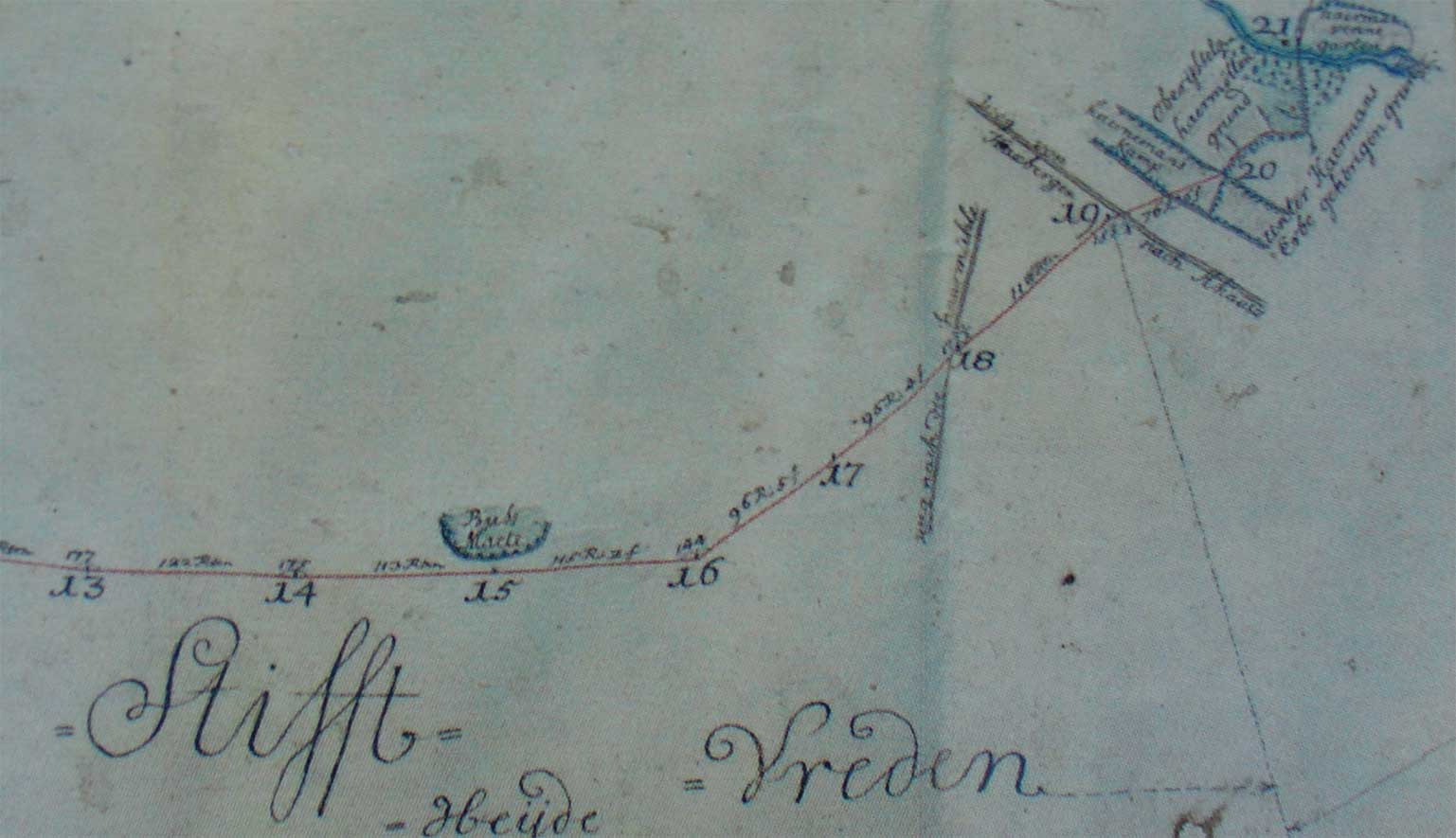
Grenskaart van het gebied bij het Witte Veen (Twistveen)
- Boomkikkers bij Witte Veen, 2005